# Cerami
Pour les articles homonymes, voir Cerami (homonymie).
Cerami (en sicilien Cirami) est une commune de la province d'Enna dans la région Sicile en Italie.

## Histoire
Les origines de Cerami, fondée probablement par les Sicanes mais développée par les Grecs qui y installent une colonie, remonte à l'Antiquité. Cerami viendrait du grec Cheramos qui voudrait dire « cavité dans la roche », « caverne ».
Vers le milieu du IXe siècle, les Arabes, alors nouveaux maîtres de la Sicile pour deux siècles, s'y installent et y bâtissent une forteresse.
En l'an 1063, une célèbre bataille a lieu près de Cerami, opposant Normands, qui viennent d'entamer la conquête de la Sicile, aux Musulmans. Le récit de la bataille, par  Geoffroi Malaterra, chroniqueur de la conquête des frères Robert Guiscard et Roger Ier de Sicile, parle de 50 000 guerriers musulmans (dont 35 000 seront massacrés) face à 136 chevaliers normands menés par Serlon. Même s'il y a pas de doute sur le rapport de forces clairement déséquilibré, d'une part il n'est pas fait mention du nombre de fantassins accompagnant les chevaliers, et d'autre part, le nombre de 50 000 parait assez fantaisiste, Malaterra ayant tendance à "en rajouter", il signale d'ailleurs dans cette même bataille l'apparition de Saint Georges en personne sur un cheval blanc et chargeant l'ennemi.…
Devenu fief normand, le comté de Cerami passe à la grande famille des Aleramici, appartenant à la noblesse de l'Italie du Nord et alliée à la famille normande des Hauteville depuis le mariage entre Roger, 1er comte normand de Sicile, et Adélaïde de Montferrat (1089).

## Culture
Cerami comprend quatre confréries : San Michele, San Sebastiano, Maria Santissima del Carmelo et San Antonio Abate. La confrérie de San Michele devrait être la plus ancienne de Sicile : elle a plus de 900 ans.

## Administration
| Période                                  | Période  | Identité                      | Étiquette    | Qualité |
| ---------------------------------------- | -------- | ----------------------------- | ------------ | ------- |
| 27 mai 2003                              | En cours | Salvatore Sebastiano Ragonese | Lista Civica |         |
| Les données manquantes sont à compléter. |          |                               |              |         |

### Communes limitrophes
Capizzi, Cesarò, Gagliano Castelferrato, Mistretta, Nicosia, Troina

### Évolution démographique
Habitants recensés